# Cosmeston Medieval Village
Cosmeston Medieval Village er et frilandsmuseum med levende historie, der består af en middelalderlandsby, som ligger nær Lavernock i Vale of Glamorgan, Wales. Den er opføt oven på ruiner, som blev fundet ved arkæologiske udgravninger i 1980'erne i Cosmeston Lakes Country Park, og den har søgt at genskabet 1300-tallet liv for bønder på landet i middelalderens Wales.
Museet besøges regelmæssigt af reenactorgrupper, der viser middelalderlige kampteknikker og håndværk.
Cosmeston er blevet brugt som lokation til film og tv flere gange, bl.a. Doctor Who, Merlin og Galavant.